# Need for Speed
Need for Speed (с англ. — «Жажда скорости»; сокр. NFS) — серия гоночных компьютерных игр, выпускаемых компанией Electronic Arts и разработанных в нескольких студиях, включая канадское отделение EA Black Box, британские компании Criterion Games и Codemasters, а также шведскую Ghost Games. В настоящее время разрабатывается под брендом EA Sports.
Первая игра — The Need for Speed — была выпущена в 1994 году и отличилась своей продвинутой графикой и обширным автопарком. Игры серии представлены на пяти поколениях игровых систем, с пятого по девятое включительно. Главной составляющей игр серии Need for Speed являются гонки на различных автомобилях по разнообразным трассам и иногда полицейские преследования. Начиная с четвёртой части, Need for Speed: High Stakes, серия имеет интегрированный в игровой процесс тюнинг автомобилей.
Need for Speed — самая успешная гоночная серия компьютерных игр в мире и одна из самых успешных игровых медиафраншиз за всю историю. По состоянию на 2023 год было продано более 155 миллионов копий игр серии. Франшиза была хорошо принята критиками. Благодаря высоким продажам франшиза распространилась на другие средства массовой информации, включая экранизацию и лицензионные игрушки Hot Wheels.
В июне 2012 года было объявлено, что Criterion Games полностью контролирует медиафраншизу Need for Speed после реструктуризации EA Black Box из-за неудачи Need for Speed: The Run. В августе 2013 года разработчики Ghost Games, а также Criterion Games объединили свои силы на обозримую перспективу. Однако в ноябре этого же года стало известно, что Need for Speed переходит под контроль EA Sports. Electronic Arts заключала многолетнее партнёрское соглашение с гонщиком Кеном Блоком, который после соглашения стал консультантом гонок медиафраншизы.

## История
Серия Need for Speed была разработана компанией Distinctive Software, студия видеоигр расположена в Ванкувере. До покупки этой компании Electronic Arts в 1991 году она уже создала популярные гоночные игры, такие как Stunts и The Duel: Test Drive II. После покупки компания была переименована в EA Canada. Компания опиралась на свой опыт в домене, когда приступила к разработке серии Need for Speed в конце 1992 года.
Оригинальная The Need for Speed была выпущена в 1994 году. Первый выпуск в серии был одной из попыток обеспечить реалистичную модель управляемости автомобиля и физики без аркадных элементов. Electronic Arts совместно с автомобильным журналом Road & Track добились в игре передачи ощущения от вождения реального автомобиля, в том числе воспроизведение звука рычага управления коробкой передач. Игра также содержит точные данные о транспортном средстве с устными комментариями, например «стилистика журнала» с изображением интерьера и экстерьера каждого автомобиля, включая короткие видеоролики, положенные на музыку. Игра имела погони с полицейскими автомобилями, которые остаются популярной темой на протяжении всей серии — так называемые «издания Hot Pursuit». В Need for Speed II в 1997 году появились различные редкие и экзотические автомобили, а также трассы в странах Северной Америки, Европы, Азии и Австралии. В игру также был введён новый режим гонок «Knockout», где по завершении каждого круга выбывает последний гонщик до тех пор, пока не останется один победитель. Отказавшись от реализма первой части, разработчики представили во второй более аркадный стиль игры, сохраняя при этом замысловатый дизайн трасс. Кроме того, дизайн трассы становится более открытым, игроки могут теперь съезжать с асфальта и даже срезать через поля, чтобы сократить маршрут. В Need for Speed III: Hot Pursuit добавлен режим «Hot Pursuit», в котором игроку предстоит оторваться от преследования полиции или стать полицейским, арестовывая лихачей. В отличие от первых 2 игр серии, в Hot Pursuit нет видеороликов, которые показывают знаменитые модели автомобилей на реальных тест-драйвах. Игра Need for Speed: High Stakes была выпущена летом 1999 года. Следующая игра была выпущена в 2000 году под названием Need for Speed: Porsche Unleashed. В отличие от предыдущих игр серии Need for Speed, эта игра полностью посвящена автомобилям фирмы Porsche: в ней представлен практически весь модельный ряд с 1950 до 2000 года.
EA Canada развивала и расширяла разработку франшизы Need for Speed до 2002 года, когда другая игровая компания, также расположенная в Ванкувере, Black Box Games, заключила контракт на продолжение серии под названием Need for Speed: Hot Pursuit 2. Black Box Games была приобретена компанией Electronic Arts незадолго до выпуска игры, переименована в EA Black Box и стала дочерней компанией EA Canada. Need for Speed: Hot Pursuit 2 был дебютом в серии Need for Speed для вновь сформированной студии EA Black Box (создана после покупки Black Box Games в Ванкувере) и первой в серии Need for Speed для шестого поколения игровых приставок. Игра продолжает концепции Need for Speed III: Hot Pursuit и содержит в себе большинство наработок предыдущих игр. Need for Speed: Hot Pursuit 2 является также первой игрой в серии, отказавшейся от оригинального инструментального саундтрека с композициями в жанрах рок / техно в пользу песен артистов, лицензированных под лейблом EA Trax. С момента своего переименования EA Black Box был основным разработчиком серии в период 2002—2008. Игра Need for Speed: Underground разработана и выпущена EA Black Box 17 ноября 2003 года. Большинство новых элементов в Underground стали определяющим критерием для последующих игр серии Need for Speed. Underground предложил переход от полупрофессиональных гонок и ограниченных соревнований к нелегальным уличным гонкам: все соревнования теперь являются частью единой карты, Олимпик-Сити. Underground является также первой игрой в серии, где есть сюжет с видеозаставками. Underground представляет тюнингованные автомобили и фокусируется на развитой культуре тюнинга, показанной в фильмах «Форсаж» и «Двойной форсаж». Need for Speed: Underground 2, продолжение Need for Speed: Underground, выпущена 15 ноября 2004 года. Need for Speed: Underground Rivals стала первой игрой в серии Need for Speed, выпущенной для PlayStation Portable. Это другая игра, в отличие от Need for Speed: Underground 2, здесь отсутствует свободное передвижение, и выбор автомобилей весьма ограничен. Игра была выпущена в 2005 году.
Need for Speed: Most Wanted разработана студией EA Canada, вышла 15 ноября 2005 года, и была одной из первых игр, выпущенных для Xbox 360. Портативная версия Most Wanted для PlayStation Portable называется Need for Speed: Most Wanted 5-1-0. В режиме карьеры представлены существенные отличия от Underground, например компьютерные спецэффекты в сочетании с живой игрой актёров — технология, которая применялась в более поздних играх. Игра Need for Speed: Carbon была разработана студией EA Black Box и выпущена 31 октября 2006 года. Это первая игра в серии для PlayStation 3 и Wii и последняя для GameCube и Xbox. Позднее игра была портирована на PlayStation Portable как Need for Speed: Carbon Own the City. Нововведением является опция «Autosculpt», позволяющая игрокам изготовить свои собственные детали, изменяя дорожный просвет, колёса, колпаки и другие части. Need for Speed: ProStreet была разработана студией EA Black Box и выпущена 13 ноября 2007 года. ProStreet возвращает игроков к реалистичным автосимуляторам вместо аркадных гонок в предыдущих играх серии Need for Speed. Ключевые особенности этой игры — реалистичные повреждения с полным выгоранием автомобиля, отсутствует режим свободной езды, когда игроку можно было свободно разъезжать по улицам города (все заезды проходят на закрытых гоночных трассах). Игра Need for Speed: Undercover была разработана студией EA Black Box и выпущена 18 ноября 2008 года. У игры был значительно более длительный цикл разработки, чем в предыдущих играх, занявший 16 месяцев. Президент EA Games Фрэнк Жибо (англ. Frank Gibeau) заявил, что вследствие того, что продажи ProStreet не оправдали надежд, возлагаемых ЕА на игру, франшиза вернётся к своим «корням» с рядом особенностей, в том числе открытым миром гонок и новым режимом битвы на шоссе. С 2009 года разработкой игр поочерёдно занималось несколько студий. Need for Speed: Shift был разработан компанией Slightly Studios совместно с студией EA Black Box и выпущен 15 сентября 2009 года. Need for Speed: Shift снова возвращает игрока в мир легальных кольцевых гонок, но теперь упор сделан на реализм. В отличие от предыдущих игр серии Need for Speed, ориентированных на аркадные гонки, Need for Speed: Shift представляет собой гоночный симулятор. Need for Speed: Nitro является первой игрой в серии Need for Speed, разработанной специально для Nintendo DS и Wii, показывающая аркадный стиль игры и предназначенная для целевой аудитории потребителей казуальных игр. Need for Speed: Nitro был выпущен 3 ноября 2009 года. Need for Speed: Nitro-X — сиквел оригинальной Nitro. Новая игра была анонсирована вскоре после E3 2010, когда EA сообщили детали о переводе серии Need for Speed на сервисы загрузки цифровой дистрибуции DSiWare совместимой с DSi / XL и 3DS системами. Игра была выпущена 15 ноября 2010 года в Северной Америке и 26 ноября 2010 года в Европе. Need for Speed: World — free-to-play MMO гоночная игра для персональных компьютеров. Игровой процесс ориентирован на незаконные гонки, тюнинг и полицейские погони. Релиз Need for Speed World в Азии был первоначально запланирован на лето 2009 года, однако игра не была выпущена в то время. В октябре 2009 года было запущено открытое бета-тестирование для жителей Тайваня. Бета-версия была запущена 2 июня 2010 года. Официальный релиз во всем мире состоялся 27 июля 2010 года. 14 июля 2015 года проект официально закрыт. Need for Speed: Hot Pursuit была разработана британской компанией Criterion Games и издана Electronic Arts 16 ноября 2010 года. Hot Pursuit, как следует из названия, возвращает серию к корням, и создан по мотивам оригинальных игр серии Need for Speed. В отличие от предыдущих игр серии Need for Speed, в этой игре отсутствуют настройки автомобиля. Игрок может играть за гонщика, а также за полицейского, для каждой стороны присутствует отдельный режим карьеры. В игре также присутствует оружие и полиция использует специальные средства, чтобы остановить гонщика. Shift 2: Unleashed была разработана Slightly Mad Studios и выпущена 29 марта 2011 года. Need for Speed: The Run авторства основного разработчика серии Need for Speed, студии EA Black Box, выпущена 15 ноября 2011 года. Новая игра, как и все предыдущие игры от EA Black Box, также сосредоточена на мире нелегальных уличных гонок. Need for Speed: Most Wanted разработана британской компанией Criterion Games и выпущена 30 октября 2012 года. Это перезапуск одноимённой игры 2005 года Need for Speed: Most Wanted и первая игра в серии Need for Speed, которая полностью сделана Criterion Games без участия Black Box.
Need for Speed Rivals анонсирована 23 мая 2013 года. Игра разрабатывалась Ghost Games (ранее EA Gothenburg) в сотрудничестве с Criterion Games и была выпущена в 2013 году. Need for Speed: No Limits анонсирована в ноябре 2014 года. Разработана Firemonkeys Studios для Android и iOS. Это первая игра серии Need for Speed, которая выпущена исключительно для мобильных устройств, в отличие от предыдущих мобильных версий оригинальных игр. Need for Speed был анонсирован 21 мая 2015 года. Разработан Ghost Games. Первый геймплей игры был продемонстрирован на конференции EA в рамках выставки E3 2015. 4 ноября 2015 года была анонсирована многопользовательская гоночная игра Need for Speed: Edge для Кореи и Китая (в последнем регионе игра известна как Need for Speed: Online). Проект совмещает элементы таких игр, как Need for Speed Rivals и Blur. 2 июня 2017 года состоялся анонс новой части серии — Need for Speed: Payback. Действия игры происходят в долине Фортуна-Вэлли, доступны широкие возможности тюнинга, большой выбор автомобилей и сюжетная линия за трёх персонажей. Игра вышла 10 ноября 2017 года. 14 августа 2019 года вышел анонс продолжения серии — Need for Speed: Heat. В этой части вам снова предстоит столкнуться с лучшими силами полиции и покорить мир уличных гонок.
Когда в 1997 году был выпущен V-Rally, разработанный на базе европейской компании Eden Studios, он не имел ничего общего с предыдущими играми Need for Speed. Однако в том же году EA купила права на название игры и выпустила её в Северной Америке как Need for Speed: V-Rally. Далее Eden Studios развивает свою серию V-Rally 2 в Европе, в то же время EA выпускает эту игру в Северной Америке как Need for Speed: V-Rally 2, следуя общей формуле серии Need for Speed. В 1999 году EA объявила о планах сделать спин-офф серии Need for Speed, релиз Need for Speed: Motor City, однако позже заявила о том, что игра не будет включена во франшизу Need for Speed, что спин-офф серии никогда не производился, и игра была переименована в Motor City Online. В марте 2004 года на территории США студия Global VR выпустила в ограниченном количестве аркадные автоматы с игрой Need for Speed GT. Проект основан на Need for Speed: Hot Pursuit 2 и содержит новые автомобили, а также новый режим «Shadow Attack» с поддержкой одиночной и многопользовательской игры, в котором требуется установить рекорд времени на разных трассах.

### Переиздания и сборники
Electronic Arts выпустила несколько сборников игр из серии Need for Speed. 31 октября 2003 года для персональных компьютеров под управлением Windows был издан сборник под названием The Need for Speed Collection, в который вошли классические части серии: Need for Speed II: Special Edition, Need for Speed III: Hot Pursuit, High Stakes, Porsche и Hot Pursuit 2. 21 июня 2005 года вышел сборник World of Need for Speed, включающий High Stakes, Porsche, Hot Pursuit 2 и Underground. 14 ноября 2006 года для игровой приставки PlayStation 2 был выпущен сборник Need for Speed: Collector’s Series, в который вошли такие Need for Speed, как Underground, Underground 2 и Most Wanted. 13 сентября 2007 года этот сборник был портирован студией Various для Windows. 18 марта 2005 года в Европе Need for Speed: Underground 2 вместе с Medal of Honour: Rising Sun были переизданы Various для PlayStation 2 как часть Hits Collection: Need for Speed Underground 2 / Medal of Honour Rising Sun. 28 марта 2013 года в Японии вышел сборник для PlayStation 3, включающий в себя Need for Speed: Carbon и Need for Speed: Undercover; 18 апреля вышел сборник из игр Need for Speed: ProStreet и Need for Speed: Shift.

## Игры
| Название                               | Год  | PC             | 5-е поколение                 | 6-е поколение  | 7-е поколение     | 8-е поколение | 9-е поколение   | Портативное устройство | Arcade |
| -------------------------------------- | ---- | -------------- | ----------------------------- | -------------- | ----------------- | ------------- | --------------- | --- | ------ |
| The Need for Speed                     | 1994 | DOS, Windows   | 3DO, Sega Saturn, PlayStation | н/д            | н/д               | н/д           | н/д             | н/д | н/д    |
| Need for Speed II                      | 1997 | Windows        | PlayStation                   | н/д            | н/д               | н/д           | н/д             | н/д | н/д    |
| Need for Speed III: Hot Pursuit        | 1998 | Windows        | PlayStation                   | н/д            | н/д               | н/д           | н/д             | н/д | н/д    |
| Need for Speed: High Stakes            | 1999 | Windows        | PlayStation                   | н/д            | н/д               | н/д           | н/д             | Windows Mobile | н/д    |
| Need for Speed: Porsche Unleashed      | 2000 | Windows        | PlayStation                   | н/д            | н/д               | н/д           | н/д             | GBA | н/д    |
| Need for Speed: Hot Pursuit 2          | 2002 | Windows        | н/д                           | PS2, XBOX, GCN | н/д               | н/д           | н/д             | н/д | н/д    |
| Need for Speed: Underground            | 2003 | Windows        | н/д                           | PS2, XBOX, GCN | н/д               | н/д           | н/д             | GBA | +      |
| Need for Speed: Underground 2          | 2004 | Windows        | н/д                           | PS2, XBOX, GCN | н/д               | н/д           | н/д             | GBA, DS, BREW | н/д    |
| Need for Speed: Underground Rivals     | 2005 | н/д            | н/д                           | н/д            | н/д               | н/д           | н/д             | PSP | н/д    |
| Need for Speed: Most Wanted            | 2005 | Windows        | н/д                           | PS2, XBOX, GCN | XBOX360           | н/д           | н/д             | GBA, DS, BREW, J2ME | н/д    |
| Need for Speed: Most Wanted 5-1-0      | 2005 | н/д            | н/д                           | н/д            | н/д               | н/д           | н/д             | PSP | н/д    |
| Need for Speed: Carbon                 | 2006 | Windows, MacOS | н/д                           | PS2, XBOX, GCN | PS3, XBOX360, Wii | н/д           | н/д             | J2ME | +      |
| Need for Speed: Carbon - Own the City  | 2006 | н/д            | н/д                           | н/д            | Zeebo             | н/д           | н/д             | GBA, DS, PSP | н/д    |
| Need for Speed: ProStreet              | 2007 | Windows        | н/д                           | PS2            | PS3, XBOX360, Wii | н/д           | н/д             | DS, PSP, BREW, J2ME | н/д    |
| Need for Speed: Undercover             | 2008 | Windows        | н/д                           | PS2            | PS3, XBOX360, Wii | н/д           | н/д             | DS, PSP, N-Gage, iOS, Windows Mobile, Windows Phone, Maemo, BlackBerry OS, BREW, J2ME, WebOS, Steam Deck                     | н/д    |
| Need for Speed: Shift                  | 2009 | Windows        | н/д                           | н/д            | PS3, XBOX360      | н/д           | н/д             | PSP, Symbian, MeeGo, N-Gage, iOS, Android, Windows Mobile, Windows Phone, BlackBerry OS, Bada, BREW, J2ME, WebOS, Steam Deck | н/д    |
| Need for Speed: Nitro                  | 2009 | н/д            | н/д                           | н/д            | Wii               | н/д           | н/д             | DS | н/д    |
| Need for Speed: Nitro-X                | 2010 | н/д            | н/д                           | н/д            | н/д               | н/д           | н/д             | DSi | н/д    |
| Need for Speed World                   | 2010 | Windows        | н/д                           | н/д            | н/д               | н/д           | н/д             | н/д | н/д    |
| Need for Speed: Hot Pursuit            | 2010 | Windows        | н/д                           | н/д            | PS3, XBOX360, Wii | н/д           | н/д             | iOS, Android, Windows Mobile, Windows Phone, Maemo, Bada, BREW, J2ME, WebOS, Steam Deck                                      | н/д    |
| Shift 2: Unleashed                     | 2011 | Windows        | н/д                           | н/д            | PS3, XBOX360      | н/д           | н/д             | iOS | н/д    |
| Need for Speed: The Run                | 2011 | Windows        | н/д                           | н/д            | PS3, XBOX360, Wii | н/д           | н/д             | 3DS, iOS, BREW, J2ME | н/д    |
| Need for Speed: Most Wanted            | 2012 | Windows        | н/д                           | н/д            | PS3, XBOX360      | Wii U         | н/д             | PS Vita, iOS, Android, J2ME, Steam Deck                                                                                      | н/д    |
| Need for Speed Rivals                  | 2013 | Windows        | н/д                           | н/д            | PS3, XBOX360      | PS4, XOne     | н/д             | Steam Deck | н/д    |
| Need for Speed: No Limits              | 2015 | н/д            | н/д                           | н/д            | н/д               | н/д           | н/д             | iOS, Android | н/д    |
| Need for Speed                         | 2015 | Windows        | н/д                           | н/д            | н/д               | PS4, XOne     | н/д             | Steam Deck | н/д    |
| Need for Speed: Payback                | 2017 | Windows        | н/д                           | н/д            | н/д               | PS4, XOne     | н/д             | н/д | н/д    |
| Need for Speed: Heat                   | 2019 | Windows        | н/д                           | н/д            | н/д               | PS4, XOne     | н/д             | Steam Deck | н/д    |
| Need for Speed: Hot Pursuit Remastered | 2020 | Windows        | н/д                           | н/д            | н/д               | PS4, XOne     | н/д             | Switch, Steam Deck | н/д    |
| Need for Speed Unbound                 | 2022 | Windows        | н/д                           | н/д            | н/д               | н/д           | PS5, Series X/S | н/д | н/д    |

Ответвления
| Название                  | Год  | Платформы | PC        | 5-е поколение | 6-е поколение |
| ------------------------- | ---- | --------- | --------- | ------------- | ------------- |
| Need for Speed: V-Rally   | 1997 | н/д       | н/д       | PlayStation   | н/д           |
| Need for Speed: V-Rally 2 | 1999 | н/д       | Windows   | PlayStation   | Dreamcast     |
| Need for Speed: Top Speed | 2001 | н/д       | Web Games | н/д           | н/д           |
| Motor City Online         | 2001 | н/д       | Windows   | н/д           | н/д           |
| Need for Speed Web Racing | 2001 | н/д       | Web Games | н/д           | н/д           |
| Need for Speed            | 2003 | Arcade    | н/д       | н/д           | н/д           |
| Need for Speed: GT        | 2004 | Arcade    | н/д       | н/д           | н/д           |

### Shift 2: Unleashed (2011)
Выбрать себе транспортное средство теперь можно из 140 доступных автомобилей. Никаких выдумок — все они реально существуют и официально лицензированы создателями. Улучшилась модель повреждений, став ещё более зонированной. Все предельно реалистично мнется, гнется и разбивается, влияя на поведение транспортного средства на дороге. Даже покрытие теперь сделано куда реалистичней. На разных типах поверхности машина ведет себя по-разному — где-то цепляется стабильно, а где-то уходит в сильный занос даже при легком повороте.

### Need for Speed: Most Wanted (2012)
Need for Speed: Most Wanted была разработана британским разработчиком игр Criterion Games и выпущена в 2012 году. Игра получила IP-адрес Most Wanted, в отличие от расширения Hot Pursuit. Это была первая игра, созданная после того, как Criterion Games переняла серию NFS у Black Box.
В нём представлены гонки в открытом мире, и большинство автомобилей в игре доступны с самого начала, спрятанные в разных местах. В ней также есть чёрный список из 10 вместо 15, и в игре нет сюжетной или визуальной настройки. Он работает на Autolog 2.0. Улучшения производительности доступны для всех автомобилей в игре, таких как шасси, шины, закись азота и кузов. Вехи и достижения открываются различными способами, например завершение гонок и пробитие рекламных щитов.

### Need for Speed Rivals (2013)
Need for Speed Rivals была разработана Ghost Games (ранее EA Gothenburg) совместно с Criterion Games и выпущена в 2013 году для PlayStation 4, Microsoft Windows, PlayStation 3, Xbox 360 и Xbox One. Он работает на движке DICE Frostbite 3 Engine. Он имеет ту же основную концепцию, что и Need for Speed: Hot Pursuit, но с новыми функциями, такими как система AllDrive и несколько технологий преследования.

### Need for Speed: No Limits (2015)
Need for Speed: No Limits была выпущена в 2015 году для iOS и Android и является мобильной частью серии видеоигр Need for Speed, разработанной Firemonkeys Studios и опубликованной Electronic Arts. Это первая оригинальная игра франшизы, созданная исключительно для мобильных устройств, в отличие от предыдущих мобильных игр серии, которые были просто адаптациями различных игр Need for Speed.

### Need for Speed (2015)
Полная перезагрузка франшизы, игра была выпущена в 2015 году для PlayStation 4 и Xbox One, а в 2016 году — для Microsoft Windows через Origin.
Версия для ПК была выпущена в 2016 году через Origin в двух разных версиях. Standard Edition является базовым изданием, тогда как Deluxe Edition включает в себя стильный пакет, пакет производительности, навороченный стартовый автомобиль, эксклюзивную обертку, уникальные идентификационные наклейки, VIP-значки и пожизненную скидку на все предметы, использующие внутриигровую валюту.

### Need for Speed: Payback (2017)
Need for Speed: Payback — компьютерная игра серии Need for Speed в жанре аркадных автогонок, разработанная студией Ghost Games. Игра выпущена 10 ноября 2017 года компанией Electronic Arts для консолей PlayStation 4 и Xbox One, а также для персональных компьютеров под управлением Windows.
Игровой процесс сосредоточен на уличных гонках, криминальных заданиях и полицейских погонях. Игроку предоставлена свобода передвижения по вымышленному региону Фортуна-Вэлли. Выигрывая заезды, игрок открывает новые автомобили, детали тюнинга и продвигается по карьере.
Сюжет строится вокруг команды, состоящей из Тая, Мака и Джесс и их стремлении к возмездию картелю «Дом», который контролирует игорные заведения, преступников и полицию всего Фортуна-Вэлли.
Для автомобилей доступны обширные возможности тюнинга и стайлинга; запчасти можно как выиграть в гонках и найти по городу, так и купить за внутриигровую валюту или же реальные деньги.

### Need for Speed Heat (2019)
Игра вышла в ноябре 2019 года. Игроков ждёт двойная жизнь: днём во вдохновлённом Майами игровом городе Палм-сити проводятся официальные соревнования Speedhunters Showdown. На них игроки будут зарабатывать деньги для улучшения и покупки новых автомобилей. А ночью будут проводиться нелегальные уличные гонки, на которых игрокам предстоит добывать репутацию и открывать доступ к более продвинутым модификациям.

### Need for Speed Unbound (2022)
Need for Speed Unbound, представленная EA в октябре 2022 года, разработана Criterion при содействии Codemasters. В игре используется художественный стиль cel-shaded для персонажей и эффектов транспортных средств, при этом сохранен фотореалистичный вид автомобилей из предыдущих игр. Действие карты происходит в вымышленном городе Лейкшор-Сити, вдохновленном Чикаго. Игра была выпущена на PlayStation 5, Xbox Series X/S и ПК 2 декабря 2022 года. Американский рэпер ASAP Rocky появляется в качестве персонажа сюжетной линии, управляя модифицированным Mercedes 190E.

## Игровой процесс
Все игры серии Need for Speed базируются на одних и тех же фундаментальных правилах и обладают схожей механикой — игрок управляет гоночным автомобилем, участвуя в различных заездах, цель которых — победа. В режиме турнир/карьера игрок должен выиграть серию гонок, чтобы разблокировать транспортные средства, трассы и прочее. Перед каждым заездом игрок выбирает автомобиль и КПП (автоматическую или ручную). Все игры серии имеют встроенный многопользовательский режим, который позволяет соревноваться друг с другом через разделённый экран, локальную сеть или Интернет. Хотя все игры относятся к одной серии, их тон и направленность отличаются в той или иной форме. Например, в некоторых играх автомобили могут получать механические и/или визуальные повреждения, а в других машины неразрушаемы. В одних присутствует реалистичная физика, в других модель поведения автомобиля упрощена. Need for Speed: Shift и его продолжение акцентирует принцип гоночного симулятора. В этих играх гонки проходят по замкнутому кругу на реальных — Нюрбургринг, Лагуна Сека, а также вымышленных уличных трассах в Лондоне и Чикаго.
Большинство игр серии включают в себя полицейские погони. Игрок волен играть за нарушителя (всегда) или за полицейского (опционально, гораздо реже); как нарушитель, игрок должен скрыться от полиции; как полицейский, игрок должен преследовать нарушителя. Понятия дрифт и дрэг были введены с игрой Need for Speed: Underground. Эти новые гонки включены в режим турнир/карьера помимо регулярных уличных гонок. В соревнованиях по дрифту игрок должен победить других гонщиков, набрав больше очков, чем соперники. Эти очки можно заработать продолжительностью времени дрифта, сделанного на автомобиле игрока. В соревнованиях по дрэгу игрок использует автомобиль с механической коробкой передач. Как и в обычной гонке, игрок должен финишировать первым, чтобы выиграть гонку, хотя, если игрок врезается в препятствие, гонка заканчивается.
Понятие тюнинга автомобилей развивалось с каждой новой игрой. В более ранних играх серии он сосредоточен главным образом на внутренней механике автомобиля, а не внешнем виде. Каждая игра предоставляет некоторую форму тюнинга автомобилей, которую можно установить с помощью переключения опций вкл. и выкл. (то есть АБС или контроль тяги), настройки опций (то есть передняя прижимная сила, задняя прижимная сила, смещение тормоза, передаточные числа) или обновление частей (то есть двигатель, коробка передач). От Underground до настоящего момента настройки транспортных средств похожи на автомобили, показанные в фильме «Форсаж» 2001 года. Тюнинг разделяется на две категории — визуальные изменения и настройки производительности. Визуальный тюнинг автомобиля игрока становится важным аспектом в режиме турнир/карьера после выхода Need for Speed: Underground 2. Внешний вид автомобиля игрока оценивается по шкале от нуля до десяти баллов — чем больше очков, тем больше вероятность, что машина появится в вымышленном автомобильном журнале. Когда автомобиль достигает достаточно высокого визуального рейтинга, игроку говорят, что его автомобиль имеет право быть на обложке журнала, после чего игрок должен добраться до определённого места, чтобы сделать снимок транспортного средства.
Как и все гоночные игры, серия Need for Speed предлагает игроку обширный список автомобилей. В игре представлен модельный ряд автомобилей, которые фактически названы в честь своих прототипов из реальной жизни. Автомобили в серии подразделяются на четыре категории: суперкары, маслкары, тюнингованные и специальные транспортные средства. Суперкары отличаются высокой производительностью дорогих европейских автомобилей, таких как Lamborghini Murciélago, Mercedes-Benz SLR McLaren с некоторыми американскими моделями, Chevrolet Corvette и Ford GT; маслкары представлены в основном американскими автомобилями, такими как Ford Mustang, Dodge Challenger и Chevrolet Camaro; тюнингованные автомобили — в основном японский импорт, как Nissan Skyline и Mitsubishi Lancer Evolution. Специальные транспортные средства состоят из гражданских и полицейских автомобилей, которые доступны для использования в некоторых играх либо напрямую, либо посредством взлома, такие как Ford Crown Victoria в Need for Speed: Hot Pursuit (2010), а также мусоровозы, пожарные машины и такси в Need for Speed: Carbon.
Первоначально в серии гонки проходили в международном масштабе, охватывая в числе прочих Австралию, Европу и Африку. Начиная с Underground, действия переместились в вымышленные города. Ремейк 2010 года Need for Speed: Hot Pursuit был первым, где реальные автомобили, такие как Chevrolet Cobalt и Porsche Cayenne, включены в городской трафик как транспортные автомобили вместо вымышленных моделей в предыдущих играх.

## Отзывы и критика
Серия получила как всеобщее признание, так и заметный неоднозначный приём. Need for Speed: Most Wanted (2005 года) получила всеобщее признание от рецензентов многих игровых сайтов и журналов, отметивших графику и звуковые эффекты в игре. Need for Speed: Undercover получила смешанные оценки, однако была успешнее в продажах, чем Need for Speed: ProStreet.
Первая игра после выхода получила признание журналистов, благодаря своему реализму, высокому качеству графики и проработанному геймплею. На сайте MobyGames средняя оценка составляет 84 балла из 100 возможных. Четыре рецензента из Electronic Gaming Monthly оценили The Need for Speed в 8 баллов из 10. По их словам, множество игровых настроек и полноценное внутриигровое видео «держат её [игру] на вершине». Кроме того, обозреватели отметили отличную графику и интерфейс, и похвалили вождение от первого лица. К недостаткам были отнесены незначительные проблемы с управлением. Представитель из сайта AllGame дал автосимулятору высокую оценку в четыре с половиной звезды из пяти возможных. Похвалы удостоились выдающееся управление, реалистичная физика и красиво смоделированные трассы. «The Need for Speed является превосходной гоночной игрой, которая понравится любым поклонникам жанра» — заявил критик в конце обзора. С этим мнением согласились и в журнале GamePro, похвалив автомобили и уровень сложности. В журнале Edge разделили мнение своих коллег, поставив оценку 8 баллов из 10.
| Игра                               | Metacritic |
| ---------------------------------- | --- |
| The Need for Speed                 | (PC) 83 % (PS1) 68 % (SAT) 95 %                                                                                      |
| Need for Speed II                  | (PC) 68 % (PS1) 71/100                                                                                               |
| Need for Speed III: Hot Pursuit    | (PC) 84 % (PS1) 88/100                                                                                               |
| Need for Speed: High Stakes        | (PS1) 86/100 (PC) 83 %                                                                                               |
| Need for Speed: Porsche Unleashed  | (GBA) 62/100 (PC) 84 % (PS1) 78/100                                                                                  |
| Motor City Online                  | (PC) 73/100 |
| Need for Speed: Hot Pursuit 2      | (GC) 68/100 (PC) 73/100 (PS2) 89/100 (Xbox) 75/100                                                                   |
| Need for Speed: Underground        | (GBA) 77/100 (GC) 83/100 (PC) 82/100 (PS2) 85/100 (Xbox) 83/100                                                      |
| Need for Speed: Underground 2      | (GBA) 72/100 (GC) 79 % (NDS) 65/100 (PC) 82/100 (PS2) 82/100 (PSP) 74/100 (Xbox) 77/100                              |
| Need for Speed: Most Wanted (2005) | (GC) 80/100 (NDS) 45/100 (PC) 82/100 (PS2) 82/100 (PSP) 72/100 (Xbox) 83/100(X360) 83/100                            |
| Need for Speed: Carbon             | (GC) 75/100 (NDS) 70/100 (PC) 78/100 (PS2) 74/100 (PS3) 75/100 (PSP) 73/100 (Wii) 67/100 (Xbox) 74/100 (X360) 77/100 |
| Need for Speed: ProStreet          | (NDS) 74/100 (PC) 70/100 (PS2) 62/100 (PS3) 73/100 (PSP) 57/100 (Wii) 61/100 (X360) 72/100                           |
| Need for Speed: Undercover         | (NDS) 59/100 (PC) 65/100 (PS3) 59/100 (PSP) 52/100 (Wii) 54/100 (X360) 64/100                                        |
| Need for Speed: Shift              | (PC) 83/100 (PS3) 84/100 (PSP) 69/100 (X360) 83/100                                                                  |
| Need for Speed: Nitro              | (NDS) 70/100 (Wii) 69/100                                                                                            |
| Need for Speed World               | (PC) 62/100 |
| Need for Speed: Hot Pursuit        | (PC) 86/100 (PS3) 89/100 (Wii) 50/100 (X360) 88/100                                                                  |
| Shift 2: Unleashed                 | (PC) 84/100 (PS3) 81/100 (X360) 82/100                                                                               |
| Need for Speed: The Run            | (3DS) 65/100 (PC) 69/100 (PS3) 64/100 (Wii) 64/100 (X360) 68/100                                                     |
| Need for Speed: Most Wanted (2012) | (PC) 78/100 (PS3) 84/100 (Vita) 79/100 (WIIU) 86/100 (X360) 84/100                                                   |
| Need for Speed Rivals              | (PC) 76/100 (PS3) 80/100 (PS4) 80/100 (X360) 76/100 (XONE) 75/100                                                    |
| Need for Speed: No Limits          | (iOS) 67/100 |
| Need for Speed 2015                | (PC) 68/100 (PS4) 66/100 (XONE) 65/100                                                                               |
| Need for Speed: Payback            | (PC) 62/100 (PS4) 61/100 (XONE) 61/100                                                                               |
| Need for Speed Heat                | (PC) 72/100 (PS4) 72/100(XONE) 74/100                                                                                |
| Need for Speed Unbound             | (PC) 73/100 (PS5) 77/100 (XSXS) 77/100                                                                               |

## Продажи[139][140]
- The Need for Speed — неизвестно
- Need for Speed II — неизвестно
- Need for Speed: V-Rally — неизвестно
- Need for Speed III: Hot Pursuit — 1,7 миллионов копий (только в США)[141]
- Need for Speed: High Stakes — 1,4 миллионов копий (только в США)[142]
- Need for Speed: V-Rally 2 — неизвестно
- Need for Speed: Porsche Unleashed — 1,1 миллион копий (только в США)
- Need for Speed: Motor City Online — неизвестно
- Need for Speed: Hot Pursuit 2 — 1,16 миллионов копий (только в США)[143]
- Need for Speed: Underground — более 15 миллионов копий[144]
- Need for Speed: Underground 2 — 11 миллионов копий
- Need for Speed: Most Wanted[43] — 17 миллионов копий
- Need for Speed: Carbon[145] — более 8,7 миллионов копий
- Need for Speed: ProStreet[44] — 7 миллионов копий
- Need for Speed: Undercover[146] — 5,2 миллионов копий
- Need for Speed: Shift[147] — 3,09 миллионов копий (только в США)
- Need for Speed: Nitro — неизвестно
- Need for Speed: World — 20 миллионов человек[148]
- Need for Speed: Hot Pursuit[149] — 5 миллионов копий
- Shift 2: Unleashed — неизвестно
- Need for Speed: The Run — неизвестно
- Need for Speed: Most Wanted[150] — 5,09 миллионов копий
- Need for Speed Rivals[150] — 4 миллиона копий
- Need for Speed: No Limits[151] — более 100 миллионов скачиваний
- Need for Speed[152] — 4 миллиона копий
- Need for Speed Payback[153] — 3 миллиона копий
- Need for Speed Heat[154] — более 4 миллионов копий
- Need for Speed Unbound[155][156] — менее 2 миллионов копий

## Отменённые игры

### Need for Speed 64
В конце 1990-х годов EA Canada в партнёрстве с Paradigm работала над частью серии для Nintendo 64. В журнале Next Generation она была описана как имеющая эксклюзивные трассы и транспортные средства, поддержку Rumble Pak и характерную для серии игровую механику. В конечном итоге игра была отменена в период с конца 1998 по начало 1999 года. Electronic Arts подписала соглашение с Volkswagen о создании игры на основе New Beetle, таким образом превратив проект Need for Speed 64 в Beetle Adventure Racing.

### Need for Speed 10: TerrorFive
Концепция Need for Speed 10: TerrorFive была представлена Electronic Arts примерно в 2008 году. На странице портфолио бывшего директора по презентациям EA Black Box говорится, что «цель» игры состояла в том, чтобы ответить на вопрос: «Как могут происходить крупномасштабные уличные гонки в городе США после службы экстренной помощи?» На концепт-арте изображена группа уличных гонщиков по имени «TerrorFive», а также макет игрового процесса, в котором игроки взламывают полицейские машины.

### Need for Speed: Millionaire
Need for Speed: Millionaire была отменённой онлайн-игрой, разработанной Criterion Games, разработка которой началась примерно в 2008 году после выпуска Burnout Paradise и Need For Speed: Undercover. Игрок и его друзья отправились бы в приключения после выигрыша в лотерею и покупки множества суперкаров, которые директор Criterion Алекс Уорд описал как «Freeburn встречает вызовы Top Gear». Над игрой работали шестой месяц, у неё была играбельная версия, но её отменили в пользу Need for Speed: Hot Pursuit.

### Need for Speed: Edge
Need for Speed: Edge — бесплатная гоночная MMO-игра, разработанная EA Spearhead (ранее EA Korea) и опубликованная Nexon из Южной Кореи и Tencent Interactive Entertainment (известной как Need for Speed Online) из Китая. Это третья бесплатная игра во франшизе в целом, а также единственная бесплатная гоночная игра, работающая на игровом движке Frostbite 3. Версия для ПК основана на названии Need for Speed Rivals 2013 года, а мобильная версия (иногда называемая Need for Speed: Duel) основана на Need for Speed: No Limits. Открытая бета-версия была выпущена 10 декабря 2017 года. Nexon закрыла игру 30 мая 2019 года.

## Экранизация
Кинокомпания DreamWorks Pictures купила права на экранизацию игры. Съёмки фильма начались 5 апреля 2013 года в округе Мендосино, Калифорния и продлились в общей сложности 14 недель. Фильм по мотивам Need for Speed вышел в 2014 году. На сайте На Rotten Tomatoes фильм имеет рейтинг одобрения 22 %, основанный на 182 отзывах. Средний рейтинг фильма ― 4,31/10. Вывод сайта гласит:
С большим количеством персонажей и нелепым сюжетом эта шумная экранизация видеоигры удовлетворяет лишь потребность в скорости.